# Villevêque
Villevêque – miejscowość i dawna gmina we Francji, w regionie Kraj Loary, w departamencie Maine i Loara. W 2013 roku populacja ówczesnej gminy wynosiła 2930 mieszkańców. 
W dniu 1 stycznia 2019 roku z połączenia dwóch ówczesnych gmin – Soucelles oraz Villevêque – powstała nowa gmina Rives-du-Loir-en-Anjou. Siedzibą gminy została miejscowość Villevêque. 